# 유건덕
장사날왕 유건덕(長沙剌王 劉建德, ? ~ 기원전 50년)은 중국 전한의 제후왕으로, 장사왕이다. 장사경왕 유부구의 아들이다.
장사경왕 17년(기원전 84년)에 아버지가 죽자 뒤를 이어 장사왕이 됐다. 선제 치세 때 사냥하다 함부로 불을 놓아 민가 96채를 태웠고, 두 사람을 죽였으며, 내사와 원한이 생겨 사람을 시켜 내사를 무고해 기시하게 한 죄로 여덟 현을 깎이고 장사국의 중위 관직을 파했다. 장사날왕 34년(기원전 50년)에 죽어 아들 장사양왕 유단이 뒤를 이었다.

## 가계
- 장사경왕 유부구
  - 장사날왕 유건덕
    - 장사양왕 유단
    - 장사효왕 유종
    - 소양후 유상
    - 증양후 유경